# Peleteria pallida
Peleteria pallida là một loài ruồi trong họ Tachinidae.